# حسن محمد محمود
حسن محمد محمود هو منافس ألعاب قوى مصري، ولد في 10 فبراير 1984.

## وصلات خارجية
- حسن محمد محمود على موقع الاتحاد الدولي لألعاب القوى (الإنجليزية)
- حسن محمد محمود على موقع أوليمبيديا (الإنجليزية)